# Kirsten Hammann

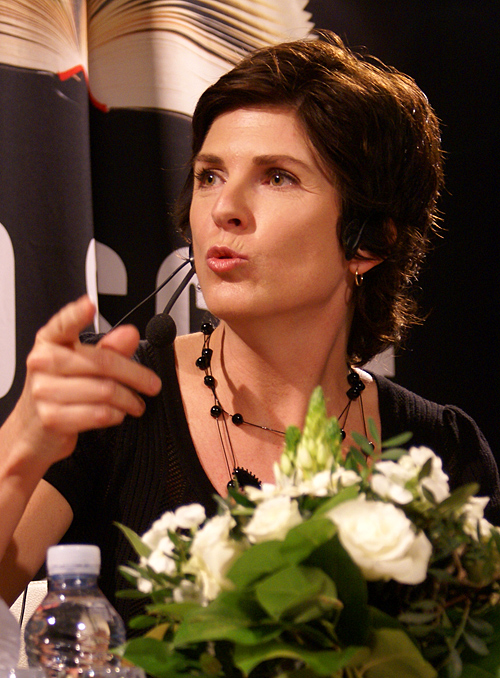
Kirsten Hammann

Kirsten Hammann, född 1 november 1965 i Risskov, är en dansk författare.
Hammann växte upp i Risskov nära Århus och studerade vid den danska Forfatterskolen mellan 1989 och 1991. 1992 debuterade hon med diktsamlingen Mellem tænderne. 1993 utkom Hammann med sin första roman: Vera Winkelvir.

## Utmärkelser
Kirsten Hammann har belönats med flera danska priser: Gyldendals boglegat, Rifbjergs debutantpris för lyrik. Hon nominerades 2005 till Nordiska rådets litteraturpris.